# Исократ
Исокра́т (греч. Ἰσοκράτης, 436 до н. э., Афины — 338 до н. э.) — афинский оратор, сын Феодора, ученик Горгия и других софистов.

## Речи Исократа
Из 60 его речей дошла до нас 21, а также 9 писем к нескольким историческим личностям: македонскому царю Филиппу, тирану Дионисию и т. п. Судебные речи, числом 8 (XVI—XXI), относятся к первой поре деятельности Исократа (402—390 годы до н. э.). Они составлены для произнесения на суде одной из сторон. Предполагают, что они могли быть учебными пособиями в руководство ученикам по поводу действительных или даже вымышленных процессов. Исократ в более поздние годы настойчиво отвергал свою причастность к судебному красноречию и о составителях подобных речей говорил с явным пренебрежением (XV, §§ 24-41). Судебные речи Исократа изобилуют общими понятиями и софистическими измышлениями и не выдают своего автора в стилистическом отношении. Однако они содержат в себе некоторые бытовые черты и намёки на исторические события, особенно на тиранию тридцати и следовавшие за её падением перемены.
Славу и богатство доставила Исократу преподавательская деятельность сначала на Хиосе, потом в Афинах, а также составление  наставительно-политических сочинений. В «Панафинейской» речи (XII), в речи «Против софистов» (XIII) и в «Обмене состояниями» (XV) имеются некоторые автобиографические известия; здесь же преподаны правила декламации его речей (XV, 10-12). Из так называемых речей только немногие (IV, VI, VII, VIII, XII, XV) заслуживают это название; все прочие — или обращения к царям и правителям с наставлениями и похвалой, или упражнения в модном тогда стиле софистов.
Самая ранняя из речей Исократа, «Панегирик», стоила автору 10 лет труда (390—380 годы до н. э.). Наиболее поздняя, «Панафинейская» речь, начата им на 94 и кончена на 97 году жизни; обе речи названы так от праздников, к которым приурочивал автор их произнесение. 
Сочинения Исократа назначались для чтения дома или в кружке друзей и ни одно из них не произносилось ни в суде, ни в народном собрании. До конца дней своих Исократ стремился направлять события к определённой цели посредством воззваний к народам и царям и никак не мог понять, почему никто не пользуется его уроками в политике. Зато в роли мастера и учителя литературной прозы Исократ не имел соперников; слава его привлекала в его школу многочисленных учеников из разных мест европейской и азиатской частей Эллады.
Цицерон сравнивал дом Исократа с гимназией и с открытой для всей Эллады мастерской; школу его он называл троянским конём, из которого толпой вышли герои, ученики; число слушателей Исократа доходило, по словам его биографа, до ста. Из его школы вышли историки Ефор, Феопомп, Андротион, ораторы Ликург, Леодамант и др. Подобно софистам, Исократ учил за деньги.
Ученикам частично преподавались правила построения речи, начиная с подбора отдельных слов и кончая образованием длинных периодов, частично читались собственные сочинения учителя с комментариями. Об одном и том же предмете говорить на разные лады, подновлять старое, новому придавать печать старины, великое уничтожать, ничтожное превозносить — таково, по словам Исократа, назначение речи (IV, 8); то же говорили софисты, когда учили неправое дело сделать правым, и наоборот.
Период увлечения чудесной силой слова ознаменовался быстрыми успехами в разработке грамматики, в выяснении различных стилей и т. п. Усилиями Исократа завершено было развитие аттической прозы и приспособление её для разнообразнейших видов литературы не одних афинян, но и всех эллинов. Влияние Исократа перешло в Рим, отразившись на цицероновской прозе, а через последнюю проникло в книжную речь новых народов. Не обращаясь за украшениями к поэтической речи, избегая всего вычурного и напыщенного, Исократ довольствовался в своих уроках риторики и в составлении образцовых произведений теми средствами языка, какие были для всех доступны в живой речи современных ему афинян. Образцы предложений Аристотель в своей «Риторике» заимствует из Исократа. Периодическая речь, гармоническая, тщательно отделанная в своих составных частях, была впервые создана Исократом и преподана многочисленным его ученикам. На афинян, в высшей степени чувствительных к красотам слова, да и на прочих эллинов подобные сочинения производили чарующее впечатление (XII, 2; XV, 38-40).
Но слава ритора не удовлетворяла Исократа; он желал учить современные поколения «не только красноречию, но и добродетели», то есть морали и политике. Ему казалось, что только незвучный голос и робость перед толпой мешала ему играть роль вдохновителя народов и царей (XII, 9. 10). Но ему не хватало ясного видения людей и событий, силы воли и решимости, страстного увлечения идеей и неутомимого изыскания живой действительности в её сокровенных мотивах и причинах — тех качеств, которые обеспечивали великим ораторам греческим и римским успех в многолюднейших собраниях. Вместо фактов, приуроченных к данному месту и времени, вместо неотразимых заключений из фактов Исократ обыкновенно предлагает своим читателям несколько общих положений о желательном порядке вещей и облекает эти мысли в изящную форму многоречивых советов в том убеждении, что народы или цари только дожидались благонамеренных указаний ритора и готовы согласовывать с ними свои поступки.
В совершеннейшем из своих сочинений, «Панегирике», изданном после Анталкидова мира (387 год до н. э.), Исократ советует эллинам прекратить раздирающие их распри и войны и соединённые силы Эллады направить на общего врага, царя персов, с предоставлением морской гегемонии афинянам, а сухопутной — спартанцам. Предлагая повторить старый, много раз не удававшийся опыт, Исократ в то же время перечислением заслуг Афин перед эллинами только раздражал лакедемонян и затруднял полюбовное соглашение между двумя государствами. С этого времени Исократ не переставал проповедовать мир в среде эллинов, борьбу эллинов против персов и завоевание Востока, где могли бы поселиться многие нуждающиеся эллины (XII, 11 сл., 74-76, 119-1 2 1 и др.).
В умиротворителя Эллады и национального вождя эллинов Исократ пытался обратить то царя спартанского Архидама, то сиракузского тирана Дионисия Старшего, то царя македонян Филиппа. В 346 году до н. э., когда Филипп владел уже многими городами Фракии, разрушил Олинфский союз, держал в своих руках Фермопилы и разорил Фокиду, Исократ приветствовал в беспощадном завоевателе благородного рыцаря, которому оставалось только опровергнуть клеветы афинских демагогов и стяжать себе вечную славу покорением Востока для свободных эллинов. Та же наивная вера в Филиппа проходит через всю «Панафинейскую» речь, выпущенную в свет в 339 году. Года за три до этого Исократ убеждал Филиппа беречь свою жизнь, столь необходимую для славы Эллады.
Сохранился рассказ, будто Исократ не перенёс роковой вести о поражении союзных эллинских сил при Херонее и уморил себя голодом; но на самом деле Исократ оставался до конца верным своему самоослеплению. Ко времени после Херонейской битвы относится письмо Исократа к Филиппу, в котором ритор с радостью оповещает, что теперь, когда умиротворение эллинов наступило само собой, царю легко исполнить заветную мечту своего советника.
Ф. Мищенко писал в энциклопедическом словаре Брокгауза и Эфрона, что Исократ был ритор, бедный оригинальными идеями, мечтатель без точных сведений о положении вещей. Несравненный мастер формы, он был лишен энергии, энтузиазма и творчества мысли. Историческая роль его сводится, помимо выработки общеэллинского литературного языка, к распространению раньше приобретённых понятий, гуманных и цивилизующих, далеко за пределы Афин; многочисленные ученики и читатели Исократа тем легче усваивали эти понятия, чем меньше изложение их носило на себе печать сильной, оригинальной личности.

## Тексты и переводы
- В «Loeb classical library» речи изданы в 3 томах (№ 209, 229, 373).
- В серии «Collection Budé» сочинения изданы. Архивировано 28 ноября 2012 года. в 4 томах.
- Полный перевод: Исократ. Речи. Письма; Малые аттические ораторы. — М., 2012. — 1072 с. — ISBN 978-5-86218-213-2 Архивная копия от 21 марта 2018 на Wayback Machine